# Comuna Burîkî, Burîn
Burîkî (în ucraineană Бурики) este o comună în raionul Burîn, regiunea Sumî, Ucraina, formată din satele Burîkî (reședința) și Romanciukove.

## Demografie
Componența lingvistică a comunei Burîkî
     Ucraineană (99,56%)
     Alte limbi (0,44%)
Conform recensământului din 2001, majoritatea populației comunei Burîkî era vorbitoare de ucraineană (99,56%), existând în minoritate și vorbitori de alte limbi.